# Hispano Aviación

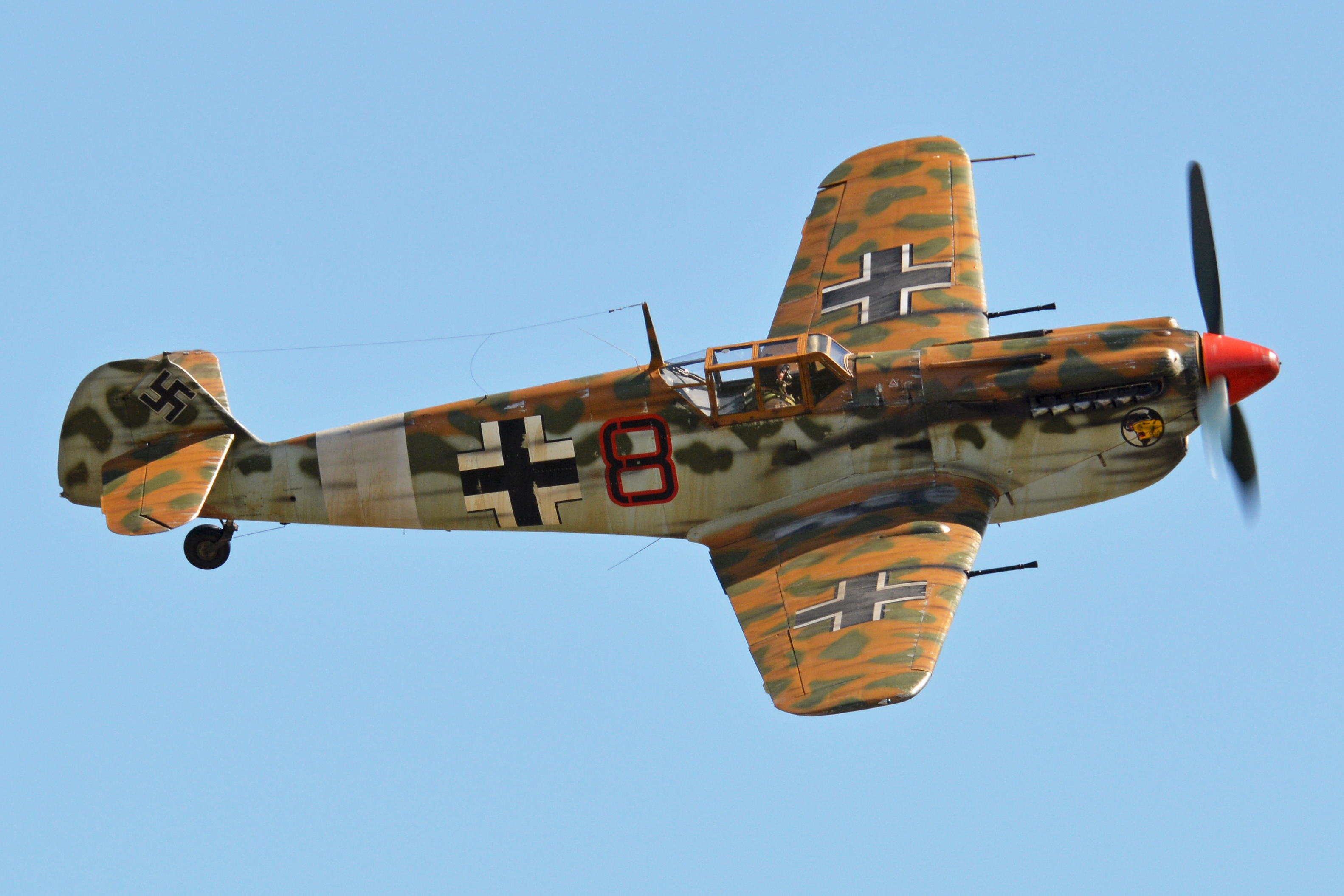
Hispano Aviación HA-1112

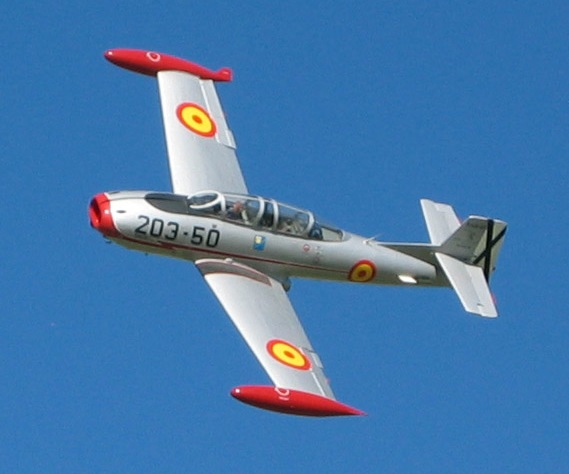
Hispano Aviación HA-200

Hispano Aviación S.A. war ein spanisches Unternehmen der Luftfahrtindustrie. Der ursprüngliche Name lautete Hispano Aviación, Fabrica de Aviones.

## Beschreibung
Das Unternehmen wurde 1942 gegründet. Eine andere Quelle nennt den 23. Juni, allerdings ohne Jahr. Das Stammkapital betrug 30 Millionen Peseten. Davon zahlte der Motoren- und Automobilhersteller La Hispano-Suiza 20 Millionen und Instituto Nacional de Industria 10 Millionen. Der Sitz war zunächst in Sevilla.
Das Unternehmen stellte Flugzeuge her. Bis 1959 wurden Varianten der Messerschmitt Bf 109 als Hispano Aviación HA-1109, HA-1109JL, HA-1110 und HA-1112 überwiegend mit Rolls-Royce Merlin-Motoren gebaut. Anschließend folgte die Fertigung der Trainingsflugzeuge Hispano HA-100 Triana und HA-200. Es gab eine Lizenz von der Messerschmitt AG. Deren Inhaber Willy Messerschmitt hatte 1952 in Sevilla ein technisches Entwicklungsbüro eingerichtet und war an der Konstruktion beteiligt.
Spätestens im Jahr 1971 befand sich der Firmensitz in Madrid, die Flugzeugfabrik jedoch weiterhin in Sevilla. Zu diesem Zeitpunkt war die Construcciones Aeronáuticas S.A. (CASA) bereits Mehrheitseigner, während die deutsche Messerschmitt-Bölkow-Blohm einen Anteil von 27 % hielt.
Am 13. Juli 1972 erfolgte die Übernahme durch Construcciones Aeronáuticas S.A. (CASA).
Flugzeugtypen:
- Hispano Suiza C-36
- Hispano Suiza E-30
- Hispano Suiza HS-34
- Hispano Suiza HS-42
- Hispano Suiza HS-50
- Hispano Aviación HA-43[7]
- Hispano HA-100 Triana[8]
- Hispano Aviación HA-200
- Hispano Aviación HA-220[6]
- Hispano Aviación HA-1109JL
- Hispano Aviación HA-1110
- Hispano Aviación HA-1112